# Carlos Alfonso López
Carlos Alfonso López (Madrid, 20 de julio de 1930 - ib, 4 de marzo de 2020) fue un dibujante y productor de animación español.

## Biografía
De formación autodidacta, a finales de los años 1950 comenzó a trabajar en el estudio de animación de José Luis Moro y posteriormente se convirtió en ilustrador de Bruguera. En la década de 1960 emigró a Canadá, y aunque la experiencia no salió bien, pues el estudio en el que recaló cerraría a los tres meses, su labor llamó la atención de William Hanna, el fundador de Hanna-Barbera, para cuya compañía estuvo trabajando durante cinco años como animador profesional.
Hanna-Barbera externalizó la animación de sus series en los años 1970, por lo que Carlos Alfonso regresó a Madrid para fundar el estudio Filman junto con Juan Ramón Pina. En una época en la que otros estudios españoles estaban más centrados en publicidad y cine, Filman se encargó del layout y de la animación de episodios de Los Picapiedra, Tom y Jerry, El Oso Yogui, Los autos locos y Buford and the Galloping Ghost. También participó en la película Mágica aventura (1973) de Cruz Delgado. En su mejor época Filman llegó a contar con más de 50 empleados, pero los encargos menguaron en los años 1980 por la externalización a otros estudios asiáticos.
Carlos Alfonso se marchó de Filman en 1987 y montó su propio estudio de animación tradicional, Alfonso Productions, que estuvo trabajando para series de la productora británica Cosgrove Hall —propiedad de Thames Television— como El Conde Dúckula (1988-1993), Victor y Hugo (1991-1992), Avenger Penguins (1993-1994) y Fantomcat (1995-1996). Dicho estudio se mantuvo abierto hasta 2002.
La labor de Carlos Alfonso en la animación española ha sido reconocida en 2016 como «homenaje al profesional» por la Academia de las Artes y las Ciencias Cinematográficas. La misma organización confirmó su fallecimiento el 4 de marzo de 2020, a los 89 años.